# Crambidia impura
Crambidia impura là một loài bướm đêm thuộc phân họ Arctiinae, họ Erebidae.